# Old Flames Can't Hold a Candle to You
«Old Flames Can't Hold a Candle to You» —en español: «Viejas llamas no pueden sostener una vela a usted»— es una canción country escrita por el cantautor Patricia Rose Sebert y Hugh Moffatt. Era un número de 14 hit country en Estados Unidos por Joe Sun en 1978, y un golpe número 86 para Brian Collins del mismo año. Más tarde fue versionado por Dolly Parton, quien lo llevó a la cima de las listas de country de Estados Unidos en agosto de 1980. En la canción, el narrador cuenta su amante no se sienten amenazados por los asuntos del pasado para estas «viejas llamas» están en el pasado. Parton incluyó su versión en su 1980 Dolly, Dolly, Dolly álbum, y fue lanzado como el segundo sencillo del álbum después del éxito de «Starting Over Again». En 2013, la hija de Sebert, Kesha, lanzó una versión acústica de la canción como parte de su extended play Deconstructed.
En 2017 Kesha incorporó una versión de esta canción en su disco Rainbow (álbum de Kesha) junto a Dolly Parton, quien ha sido una gran inspiración para la artista del álbum.

## Posicionamiento en listas

### Joe Sun
| Listas (1978)                      | Mejor posición |
| ---------------------------------- | -------------- |
| U.S. Billboard Hot Country Singles | 14             |
| Canadian RPM Country Tracks        | 29             |

### Brian Collins
| Listas (1978)                      | Mejor posición |
| ---------------------------------- | -------------- |
| U.S. Billboard Hot Country Singles | 86             |

### Dolly Parton
| Listas (1980)                      | Mejor posición |
| ---------------------------------- | -------------- |
| U.S. Billboard Hot Country Singles | 1              |
| Canadian RPM Country Tracks        | 2              |